# Raymond du Treuil
Ne doit pas être confondu avec Raymond de Treuil.
Raymond VII du Treuil, ou Tullio  ou de Tulles est un évêque et archevêque français du XVe siècle. 

## Éléments biographiques
Raymond du Treuil est prieur de La Réole puis abbé de Fontguilhem. Il devient évêque de Couserans ; il est ensuite choisi évêque de Bazas par l'antipape Félix V.
Eugène IV et après lui Nicolas V lui donnent pour compétiteur Bernard du Rosier, prévôt de Toulouse, mais Nicolas V voyant que du Rosier ne peut se mettre en possession de son évêché, le transfère (1450) à Montauban, d'où il passe bientôt à l'archevêché de Toulouse. 